# Срамежлива мимоза
Срамежливата мимоза (Mimosa pudica) е растение от рода Мимоза, семейство Бобови. Родината му е Бразилия, но е натурализирано почти из целия свят. В естествената си среда в субтропичните гори на Южна Америка достига над 1 метър височина, но отглеждано в саксия не надвишава 40 cm. Характерно за него, подобно на останалите представители на рода Мимоза, е свиването на листата му дори при най-слаб полъх на вятъра или допир, което е защитна реакция, предпазваща го от неблагоприятните атмосферни условия и тревопасните животни.
В домашни условия се отглежда сравнително лесно. Изисква висока влажност на въздуха и оптимална температура между 16 и 24 °C, през зимата е добре да се прибира на топло, тъй като трудно издържа температури под 10 °C. Полива се обилно през лятото и значително по-рядко през зимата.
Използва се и с лечебни цели при нервни разстройства и безсъние.